# Gonzales megye
Gonzales megye az Amerikai Egyesült Államokban, azon belül Texas államban található. Megyeszékhelye és legnagyobb városa Gonzales. Lakosainak száma 19 653 fő (2020. április 1.). Gonzales megye DeWitt, Fayette, Lavaca, Karnes, Guadalupe, Caldwell és Wilson megyékkel határos.

## Népesség
A megye népességének változása:
| Lakosok száma | 19 828 | 19 818 | 20 015 | 20 312 | 20 573 | 19 653 |
|               | 2010   | 2011   | 2012   | 2013   | 2015   | 2020   |